# Quand viendra l'aurore
Pour plus de détails, voir Fiche technique et Distribution.
Quand viendra l'aurore (Top o' the Morning) est un film américain en noir et blanc réalisé par David Miller, sorti en 1949.

## Synopsis
Enquêteur dans une compagnie d'assurance, Joe Mulqueen se rend en Irlande pour découvrir qui a volé la célèbre Pierre de l'éloquence. Il reçoit l'aide d'agents de police locaux : le sergent Briany McNaughton et son assistant Hughie Devine. Il fait la cour à Conn, la fille du sergent.

## Fiche technique
- Titre français : Quand viendra l'aurore
- Titre original : Top o' the Morning
- Réalisation : David Miller
- Scénario : Edmund Beloin, Richard L. Breen
- Musique : Robert Emmett Dolan
- Photographie : Lionel Lindon
- Montage : Arthur P. Schmidt
- Producteur : Robert L. Welch
- Société de production : Bing Crosby Productions
- Société de distribution : Paramount Pictures
- Pays de production :  États-Unis
- Langue d'origine : anglais américain
- Format : noir et blanc — 35 mm — 1,37:1 — son : mono (Western Electric Recording)
- Genre : comédie dramatique
- Durée : 100 min
- Dates de sortie : 
  - États-Unis : 31 août 1949
  - France : 24 août 1951

## Distribution
- Bing Crosby : Joe Mulqueen
- Ann Blyth : Conn McNaughton
- Barry Fitzgerald : Sergent Briny McNaughton
- Hume Cronyn : Hughie Devine
- Eileen Crowe : Biddy O'Devlin
- John McIntire : Inspecteur Fallon
- Tudor Owen : Cormac Gillespie
- Jimmy Hunt : Pearse O'Neill
- Morgan Farley : Edwin Livesley
- John Eldredge : E. L. Larkin
- John "Skins" Miller : Dowdler
- John Costello : cancanier du village
- Dick Ryan : Clark O'Ryan
- Bernard Cauley : un garçon
- Paul Connelly : un garçon